# Miłość jest wszystkim
Miłość jest wszystkim – polska komedia romantyczna z 2018 w reżyserii Michała Kwiecińskiego według scenariusza Jakuba Wecsile’a.

## Produkcja
Pierwowzorem dla scenarzystów stała się holenderska produkcja z 2007 pt. Alles is liefde w reżyserii Jorama Lürsena.
Film powstał w wytwórni Akson Studio i TVN. Film kręcono w Gdańsku, m.in.: na Długim Targu, przy Motławie, na Obwodnicy Trójmiejskiej oraz w Warszawie. Okres zdjęciowy trwał od 14 listopada 2017 do 31 stycznia 2018.
W filmie wystąpił ówczesny Prezydent Gdańska Paweł Adamowicz.
Piosenkę do filmu wykonał Igor Herbut.

## Fabuła
W Trójmieście panuje świąteczna atmosfera. Niemająca nic wspólnego ze sportem Wanda Orzechowska (Aleksandra Adamska) niespodziewanie zawiera znajomość z najsłynniejszym polskim piłkarzem. Wkrótce między nią a Zbyszkiem Grunwaldem (Mateusz Damięcki) zaczyna się romans. Krysia (Agnieszka Grochowska) cierpi po stracie ojca. Pocieszenie niespodziewanie znajduje u nastoletniego Daniela Wojnara (Maciej Musiał). Tadeusz Szajnocha (Leszek Lichota) traci posadę, ale stara się utrzymać tajemnicę przed żoną Ewą (Julia Wyszyńska). Zawsze sceptyczny Jan (Olaf Lubaszenko) wikła się niechcący w nietypową sytuację. W efekcie ubrany w strój Świętego Mikołaja staje się sławny. Drobiazgowo przygotowany ślub Romy (Joanna Balasz) i Krzysztofa (Marcin Korcz) jednak nie idzie zgodnie z planem.

## Obsada
- Olaf Lubaszenko – Jan
- Aleksandra Adamska – Wanda Orzechowska
- Joanna Kulig – Magda Rodzińska
- Mateusz Damięcki – piłkarz Zbyszek Grunwald
- Marcin Korcz – Krzysztof „Mściwój” Chmielewski
- Agnieszka Grochowska – Krysia Szwarc-Wolińska
- Maciej Musiał – Daniel Wojnar
- Joanna Balasz – Roma
- Julia Wyszyńska – Ewa Szajnocha
- Michał Czernecki – realizator Jurek
- Leszek Lichota – Tadeusz Szajnocha
- Eryk Lubos – Dominik Woliński
- Jan Englert – aktor August Szwarc
- Patricia Kazadi – celebrytka Amanda
- Agnieszka Sienkiewicz – Wodzirejka
- Marta Ojrzyńska – Justyna
- Sebastian Perdek – Norbert
- Waldemar Błaszczyk – Albert Kaleta
- Aleksandra Justa – Elżbieta Wojnar
- Urszula Gotowicka – recepcjonistka w hotelu
- Paweł Adamowicz – on sam

Na podstawie materiału źródłowego.